# Campeonato de División Intermedia 1921 (Argentina)
El Campeonato de División Intermedia 1921 fue el undécimo torneo de División Intermedia y el que constituyó la vigésima quinta temporada de la segunda categoría, en la era amateur. Fue organizado por la Asociación Argentina de Football.
El torneo contó con dos nuevos participantes: Dock Sud y Morón, promovidos de Segunda División.
El certamen tuvo un desarrollo irregular: se suspendió al término de la primera rueda, posteriormente en el mes de agosto comenzó otro campeonato dividido en Intermedia extra e Intermedia (Norte y Sur), que otorgaría seis ascensos.
El torneo coronó a dos campeones: al Club Sportivo Dock Sud de Intermedia (Norte y Sur), luego de derrotar a Liniers Sport Club, y ascendió por primera vez a Primera División; y al Club Atlético Alvear de Intermedia Extra, ascendiendo a Primera División por primera vez. Además, Boca Alumni, Progresista, San Fernando y Argentinos Juniors obtuvieron el ascenso.
Por su parte, el torneo de la Asociación Amateurs fue ganado por Palermo.

## Ascensos y descensos
| Pos. | Ascendidos a Primera División 1921 |
| ---- | ---------------------------------- |
| 1.°  | El Porvenir                        |

| Pos.  | Ascendidos de Segunda División 1920 |
| ----- | ----------------------------------- |
| 1.°   | Dock Sud                            |
| Prom. | Morón                               |

| Descendidos de Primera División 1920 |
| ------------------------------------ |
| No hubo                              |

| Desafiliados     |
| ---------------- |
| Barracas Juniors |
| Belgrano         |
| Bristol          |
| Buenos Aires     |
| Excursionistas   |
| Suizo            |

El número de equipos disminuyó a 25.

## Equipos
| Equipo                        | Ciudad (Provincia) |
| ----------------------------- | ------------------ |
| Adrogué                       | Adrogué            |
| All Boys                      | Buenos Aires       |
| Alvear                        | Buenos Aires       |
| Argentino de Banfield         | Banfield           |
| Argentino de Quilmes          | Quilmes            |
| Argentinos Juniors            | Buenos Aires       |
| Boca Alumni                   | Buenos Aires       |
| Central Argentino             | Buenos Aires       |
| Coghlan                       | Buenos Aires       |
| Dock Sud                      | Dock Sud           |
| Companía General Buenos Aires | Buenos Aires       |
| El Aeroplano                  | Valentín Alsina    |
| General San Martín            | Buenos Aires       |
| Germinal                      | Buenos Aires       |
| Liniers                       | Buenos Aires       |
| Progresista                   | Gerli              |
| San Fernando                  | San Fernando       |
| San Telmo                     | Dock Sud           |
| Temperley                     | Turdera            |
| Villa Urquiza                 | Buenos Aires       |
| Wilde                         | Avellaneda         |

## Sistema de disputa
El torneo original se anuló al terminar la primera rueda y se jugó una segunda parte con los equipos divididos en las secciones Norte, Sud y Extra. Ascendieron los 5 primeros de esta última y el ganador de la final Norte-Sud.   
Zonas Norte y Sur
El campeonato se dividió en dos zonas intermedia Sur e Intermedia Norte de 6 equipos cada una, el ganador de cada zona se enfrentó en un único partido en cancha neutral para definir al campeón. Cada zona se disputó con el sistema de todos contra todos a dos ruedas.

## Zona Extra

### Tabla de posiciones
Nota: fue suspendido faltando muchos partidos por disputarse.
| Pos. | Equipo                | Pts. | PJ | PG | PE | PP | GF | GC | Dif. |
| ---- | --------------------- | ---- | -- | -- | -- | -- | -- | -- | ---- |
| 1.º  | Alvear                | 19   | 11 | 8  | 3  | 0  | 0  | 0  | 0    |
| 2.º  | Boca Alumni           | 16   | 10 | 7  | 2  | 1  | 0  | 0  | 0    |
| 3.º  | Progresista           | 15   | 10 | 6  | 3  | 1  | 0  | 0  | 0    |
| 4.º  | San Fernando          | 12   | 9  | 5  | 2  | 2  | 0  | 0  | 0    |
| 5.º  | Argentinos Juniors    | 11   | 9  | 4  | 3  | 2  | 0  | 0  | 0    |
| 6.º  | San Telmo             | 11   | 10 | 3  | 5  | 2  | 0  | 0  | 0    |
| 7.º  | Argentino de Banfield | 9    | 10 | 3  | 3  | 4  | 0  | 0  | 0    |
| 8.º  | Adrogué               | 8    | 9  | 3  | 2  | 4  | 0  | 0  | 0    |
| 9.º  | Argentino de Quilmes  | 7    | 10 | 3  | 1  | 6  | 0  | 0  | 0    |
| 10.º | All Boys              | 7    | 10 | 3  | 1  | 6  | 0  | 0  | 0    |
| 11.º | Villa Urquiza         | 6    | 9  | 3  | 0  | 6  | 0  | 0  | 0    |
| 12.º | CGBA                  | 3    | 9  | 1  | 1  | 7  | 0  | 0  | 0    |
| 13.º | Germinal              | 0    | 9  | 0  | 0  | 9  | 0  | 0  | 0    |

|  | ascendieron a Primera (No hubo campeón). |

## Zonas Norte y Sur

### Zona Sur
| Pos. | Equipo         | Pts. | PJ | PG | PE | PP | GF | GC | Dif. |
| ---- | -------------- | ---- | -- | -- | -- | -- | -- | -- | ---- |
| 1.º  | Dock Sud       | 0    | 0  | 0  | 0  | 0  | 0  | 0  | 0    |
| 2.º  | El Aeroplano   | 0    | 0  | 0  | 0  | 0  | 0  | 0  | 0    |
| 3.º  | Everton        | 0    | 0  | 0  | 0  | 0  | 0  | 0  | 0    |
| 4.º  | Sp. Avellaneda | 0    | 0  | 0  | 0  | 0  | 0  | 0  | 0    |
| 5.º  | Temperley      | 0    | 0  | 0  | 0  | 0  | 0  | 0  | 0    |
| 6.º  | Wilde          | 0    | 0  | 0  | 0  | 0  | 0  | 0  | 0    |

|  | Accede a la final por el ascenso. |

### Zona Norte
| Pos. | Equipo             | Pts. | PJ | PG | PE | PP | GF | GC | Dif. |
| ---- | ------------------ | ---- | -- | -- | -- | -- | -- | -- | ---- |
| 1.º  | Liniers            | 0    | 0  | 0  | 0  | 0  | 0  | 0  | 0    |
| 2.º  | Morón              | 0    | 0  | 0  | 0  | 0  | 0  | 0  | 0    |
| 3.º  | Central Argentino  | 0    | 0  | 0  | 0  | 0  | 0  | 0  | 0    |
| 4.º  | General San Martín | 0    | 0  | 0  | 0  | 0  | 0  | 0  | 0    |
| 5.º  | Coghlan            | 0    | 0  | 0  | 0  | 0  | 0  | 0  | 0    |
| 6.º  | Unión (C)          | 0    | 0  | 0  | 0  | 0  | 0  | 0  | 0    |

|  | Accede a la final por el ascenso. |

### Final
| de diciembre de 1921 | Liniers | empate | Dock Sud | Boca Juniors, Buenos Aires            |  |
|                      |         |        |          | Asistencia: no hay datos espectadores |  |

| de diciembre de 1921 | Dock Sud                | 3:0 | Liniers | Boca Juniors, Buenos Aires                                                                  |                                                                                             |
|                      | Alejandro de los Santos |     |         | Asistencia: No hay datos espectadores Árbitro(s): Dock Sud asciende a Primera como campeón. | Asistencia: No hay datos espectadores Árbitro(s): Dock Sud asciende a Primera como campeón. |

## Copa Campeonato
La Copa Campeonato de División Intermedia fue disputada por el ganador de la Zona Extra del Campeonato de División Intermedia y por el ganador del Torneo de Reservas de la Primera División.
|  | Alvear | vs. | Huracán (II) |  |  |

|                            |
|                            |
| Campeón Alvear 1.er título |